# Трубетчина
Трубетчина — село в Безводовском сельском поселении Кузоватовского района Ульяновской области. 

## География
Находится на расстоянии примерно 15 километров по прямой на север-северо-восток от районного центра поселка Кузоватово.

## История
В 1913 в селе было дворов 159, жителей 920 и церковь со школой. В 1990-е годы  работал СПК «Кузоватовский».

## Население
Население составляло 123 человека в 2002 году (94% русские), 83 по переписи 2010 года.